# XScale

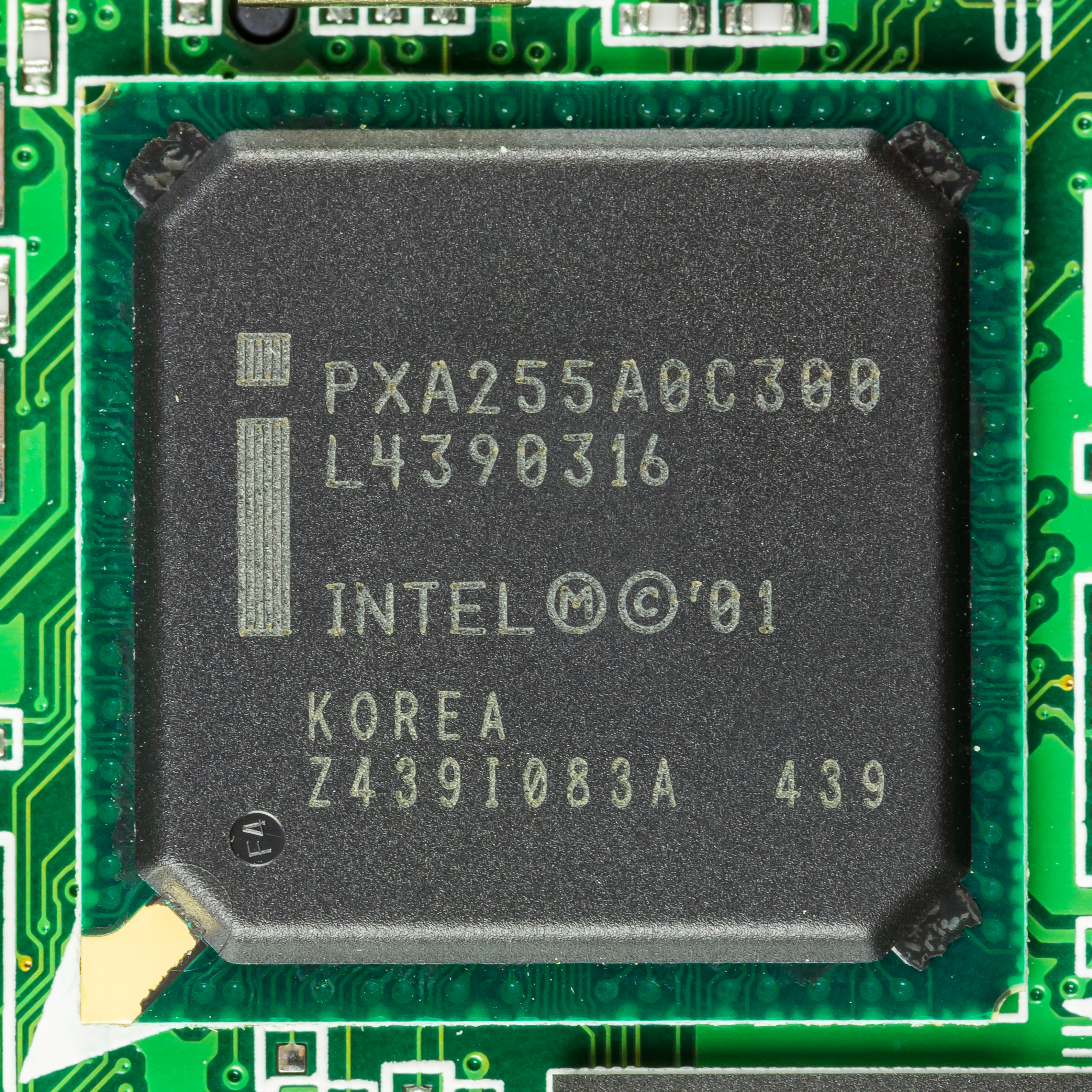
Intel PXA255 XScale

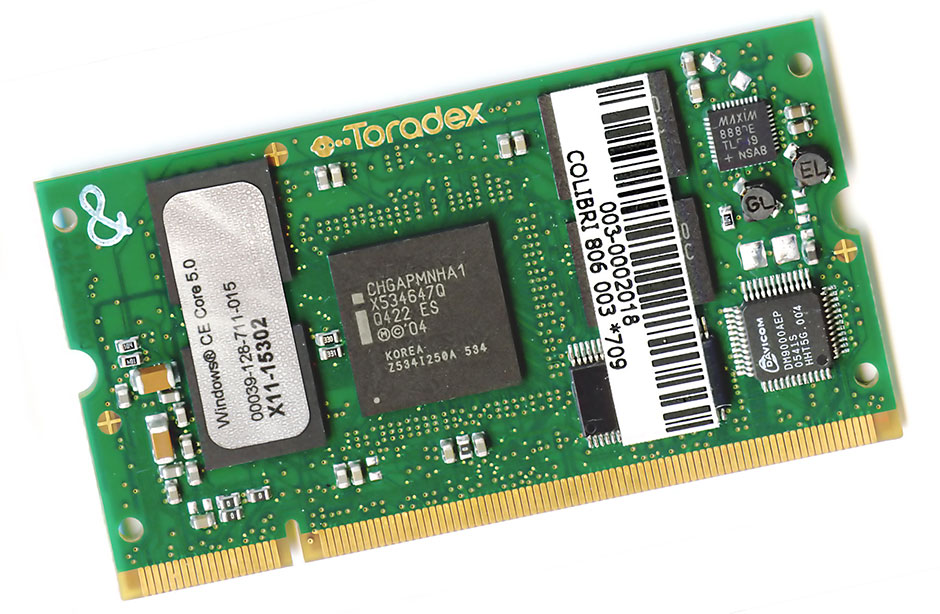
Een SODIMM-module met XScale-processor.

XScale is een microarchitectuur voor processors die werd ontwikkeld in 2002 door de Amerikaanse chipfabrikant Intel. De technologie werd in juni 2006 verkocht aan Marvell.

## Beschrijving
Intel ontwierp XScale met een implementatie van de ARM-instructieset versie 5. Het eerste model verscheen in februari 2002 en was gericht op toepassingen voor mobiele telefoons.
XScale is de opvolger van StrongARM, een microarchitectuur die aanvankelijk werd ontwikkeld door DEC en na een rechtszaak werd overgenomen door Intel.

## Generaties
Er zijn vier generaties verschenen van XScale-processors.
- PXA210/PXA25x, codenaam: Cotulla, klokfrequenties van 200, 300 en 400 MHz. (2002)
- PXA26x, codenaam: Dalhart, idem aan PXA25x maar kleinere verpakking. (2003)
- PXA27x, codenaam: Bulverde, klokfrequenties van 312 t/m 624 MHz. (2004)
- PXA3xx, codenaam: Monahans, klokfrequentie: 1,25 GHz. (2005)

Alle generaties zijn 32 bit-processors met 32 kB cache. Vanaf de derde generatie kreeg de serie tot 512 kB L2-cache.

## Toepassingen
XScale-processors zijn gebruikt voor microcontrollers van Intel en Marvell. Enkele voorbeelden van toepassingen zijn voor applicatieprocessors, in- en uitvoercontrollers, netwerkapparatuur en consumentenelektronica.
Zo zijn de processors ingebouwd in routers, pocket-pc's en pda's zoals de Sharp Zaurus en HP's iPAQ, in de Iyonix-pc, en in draagbare video- en mediaspelers zoals de Creative ZEN en Amazon Kindle.